# Ligat ha’Al 2001/02
Die Ligat ha’Al 2001/02 war die dritte Spielzeit der höchsten israelischen Fußballliga unter diesem Namen, und die 53. Saison insgesamt. Sie begann am 25. August 2001 und endete am 18. Mai 2002.
Maccabi Haifa gewann die Meisterschaft.

## Modus
Die zwölf Mannschaften spielten im Verlauf der Saison dreimal gegeneinander. Die Teams, die nach 22 Spielen die ersten sechs Plätze belegten, hatten ein Heimspiel mehr als die Teams auf den unteren sechs Plätzen. Die anschließende Aufteilung in Meister- und Abstiegsrunde entfiel. Die beiden Letztplatzierten mussten in die Liga Leumit absteigen.

## Vereine
| Verein                                   | Stadt          | Stadion                 | Kapazität |
| ---------------------------------------- | -------------- | ----------------------- | --------- |
| Hapoel Be’er Scheva                      | Be’er Scheva   | Arthur-Vasermil-Stadion | 13.000    |
| Maccabi Tel Aviv Hapoel Tel Aviv         | Tel Aviv-Jaffa | Bloomfield-Stadion      | 29.150    |
| Maccabi Netanja                          | Netanja        | Sar-Tov-Stadion         | 07.500    |
| Hapoel Haifa Maccabi Haifa               | Haifa          | Kiryat-Eliezer-Stadion  | 14.000    |
| MS Aschdod                               | Aschdod        | HaYud-Alef-Stadion      | 07.800    |
| Beitar Jerusalem                         | Jerusalem      | Teddy-Stadion           | 31.733    |
| Hapoel Ironi Rischon LeZion              | Rischon LeZion | Haberfeld-Stadion       | 06.000    |
| Maccabi Petach Tikwa Hapoel Petach Tikwa | Petach Tikwa   | HaMoshava-Stadion       | 11.500    |
| Maccabi Kirjat Gat                       | Kirjat Gat     | Stadtstadion Kirjat Gat | 03.500    |

## Abschlusstabelle
| Pl. | Verein                      | Sp. | S  | U  | N  | Tore    | Diff. | Punkte |
| --- | --------------------------- | --- | -- | -- | -- | ------- | ----- | ------ |
| 1.  | Maccabi Haifa (M)           | 33  | 22 | 9  | 2  | 072:320 | +40   | 75     |
| 2.  | Hapoel Tel Aviv             | 33  | 20 | 7  | 6  | 055:320 | +23   | 67     |
| 3.  | Maccabi Tel Aviv (P)        | 33  | 15 | 12 | 6  | 043:240 | +19   | 57     |
| 4.  | MS Aschdod                  | 33  | 14 | 7  | 12 | 047:520 | −5    | 49     |
| 5.  | Hapoel Be’er Scheva (N)     | 33  | 14 | 6  | 13 | 044:480 | −4    | 48     |
| 6.  | Hapoel Petach Tikwa         | 33  | 13 | 8  | 12 | 040:360 | +4    | 47     |
| 7.  | Maccabi Netanja             | 33  | 11 | 7  | 15 | 041:440 | −3    | 40     |
| 8.  | Maccabi Petach Tikwa        | 33  | 8  | 12 | 13 | 035:460 | −11   | 36     |
| 9.  | Hapoel Ironi Rischon LeZion | 33  | 10 | 5  | 18 | 039:530 | −14   | 35     |
| 10. | Beitar Jerusalem            | 33  | 7  | 12 | 14 | 039:490 | −10   | 33     |
| 11. | Hapoel Haifa                | 33  | 7  | 9  | 17 | 035:500 | −15   | 30     |
| 12. | Maccabi Kirjat Gat (N)      | 33  | 7  | 6  | 20 | 034:580 | −24   | 27     |

Platzierungskriterien: 1. Punkte – 2. Tordifferenz – 3. geschossene Tore

| (M) | amtierender israelischer Meister     |
| (P) | amtierender israelischer Pokalsieger |
| (N) | Neuaufsteiger der letzten Saison     |

## Kreuztabelle
| Spieltag 1–22               | Maccabi Haifa | Hapoel Tel Aviv | Maccabi Tel Aviv | MS Aschdod | Hapoel Be’er Scheva | Hapoel Petach Tikwa | Maccabi Netanja | Maccabi Petach Tikwa | Hapoel Ironi Rischon LeZion | Beitar Jerusalem | Hapoel Haifa | KIR |
| --------------------------- | ------------- | --------------- | ---------------- | ---------- | ------------------- | ------------------- | --------------- | -------------------- | --------------------------- | ---------------- | ------------ | --- |
| Maccabi Haifa               |               | 2:1             | 2:1              | 0:0        | 4:2                 | 2:1                 | 2:1             | 1:0                  | 4:1                         | 2:1              | 2:1          | 2:0 |
| Hapoel Tel Aviv             | 1:1           |                 | 2:2              | 3:1        | 2:0                 | 2:1                 | 2:0             | 2:0                  | 3:1                         | 1:0              | 1:0          | 4:0 |
| Maccabi Tel Aviv            | 1:1           | 0:1             |                  | 1:0        | 1:0                 | 2:1                 | 0:1             | 1:0                  | 1:0                         | 1:1              | 1:1          | 0:0 |
| MS Aschdod                  | 1:1           | 0:2             | 0:2              |            | 0:1                 | 2:1                 | 2:1             | 1:1                  | 2:1                         | 1:1              | 2:0          | 2:1 |
| Hapoel Be’er Scheva         | 1:2           | 1:2             | 1:4              | 3:1        |                     | 0:1                 | 1:0             | 2:1                  | 0:1                         | 3:3              | 3:1          | 1:0 |
| Hapoel Petach Tikwa         | 1:1           | 1:0             | 3:0              | 1:1        | 0:2                 |                     | 6:1             | 0:1                  | 1:1                         | 2:2              | 3:2          | 2:0 |
| Maccabi Netanja             | 0:0           | 3:0             | 0:4              | 1:2        | 1:0                 | 0:0                 |                 | 1:1                  | 4:2                         | 4:0              | 0:0          | 0:0 |
| Maccabi Petach Tikwa        | 2:1           | 0:0             | 0:4              | 2:2        | 1:3                 | 1:1                 | 0:2             |                      | 3:1                         | 1:1              | 2:3          | 2:0 |
| Hapoel Ironi Rischon LeZion | 1:3           | 0:3             | 2:1              | 1:2        | 4:1                 | 0:1                 | 1:0             | 2:3                  |                             | 1:0              | 1:0          | 2:1 |
| Beitar Jerusalem            | 2:3           | 2:3             | 1:0              | 0:1        | 0:0                 | 0:0                 | 3:1             | 0:0                  | 1:0                         |                  | 2:3          | 1:2 |
| Hapoel Haifa                | 1:2           | 1:1             | 0:0              | 6:1        | 1:3                 | 2:0                 | 0:2             | 1:1                  | 0:2                         | 4:1              |              | 2:1 |
| Maccabi Kirjat Gat          | 1:5           | 0:1             | 1:2              | 2:4        | 1:1                 | 1:3                 | 0:2             | 2:0                  | 2:1                         | 1:2              | 0:0          |     |

| Spieltage 23–33             | Maccabi Haifa | Hapoel Tel Aviv | Maccabi Tel Aviv | MS Aschdod | Hapoel Be’er Scheva | Hapoel Petach Tikwa | Maccabi Netanja | Maccabi Petach Tikwa | Hapoel Ironi Rischon LeZion | Beitar Jerusalem | Hapoel Haifa | KIR |
| --------------------------- | ------------- | --------------- | ---------------- | ---------- | ------------------- | ------------------- | --------------- | -------------------- | --------------------------- | ---------------- | ------------ | --- |
| Maccabi Haifa               |               | 3:0             | –                | 5:1        | 3:1                 | –                   | –               | 1:1                  | 3:1                         | –                | –            | 0:4 |
| Hapoel Tel Aviv             | –             |                 | 1:1              | –          | –                   | 2:1                 | 1:1             | –                    | –                           | 2:0              | 2:1          | 3:0 |
| Maccabi Tel Aviv            | 0:0           | –               |                  | 2:1        | 4:0                 | –                   | –               | 1:0                  | 2:1                         | –                | –            | 1:1 |
| MS Aschdod                  | –             | 4:2             | –                |            | –                   | 0:1                 | 0:3             | –                    | –                           | 1:0              | 4:0          | 2:1 |
| Hapoel Be’er Scheva         | –             | 2:2             | –                | 1:3        |                     | –                   | 1:0             | –                    | –                           | 3:3              | 1:0          | 3:1 |
| Hapoel Petach Tikwa         | 0:5           | –               | 0:0              | –          | 0:1                 |                     | –               | 0:1                  | 2:0                         | –                | –            | 3:1 |
| Maccabi Netanja             | 2:6           | –               | 1:2              | –          | –                   | 3:1                 |                 | 2:0                  | 2:2                         | –                | –            | –   |
| Maccabi Petach Tikwa        | –             | 1:3             | –                | 3:1        | 0:0                 | –                   | –               |                      | 1:1                         | 2:3              | –            | –   |
| Hapoel Ironi Rischon LeZion | –             | 2:0             | –                | 2:2        | 1:2                 | –                   | –               | –                    |                             | 1:0              | 1:1          | –   |
| Beitar Jerusalem            | 1:1           | –               | 0:0              | –          | –                   | 0:1                 | 2:1             | –                    | –                           |                  | 3:0          | –   |
| Hapoel Haifa                | 0:2           | –               | 1:1              | –          | –                   | 0:1                 | 1:0             | 2:2                  | –                           | –                |              | –   |
| Maccabi Kirjat Gat          | –             | –               | –                | –          | –                   | –                   | 2:1             | 1:2                  | 2:1                         | 3:3              | 2:0          |     |

## Torschützenliste
| Pl. | Name              | Team                        | Tore |
| --- | ----------------- | --------------------------- | ---- |
| 01. | Kobi Refua        | Maccabi Petach Tikwa        | 18   |
| 02. | Shai Holtzman     | Hapoel Ironi Rischon LeZion | 17   |
| 03. | Serghei Cleșcenco | Maccabi Haifa               | 14   |
| 04. | Yakubu Aiyegbeni  | Maccabi Haifa               | 13   |
| 04. | Rodrigo Goldberg  | Maccabi Tel Aviv            | 13   |
| 04. | Avi Nimni         | Maccabi Tel Aviv            | 13   |
| 07. | Asi Tubi          | MS Aschdod                  | 12   |
| 08. | Manor Hassan      | Beitar Jerusalem            | 11   |
| 08. | Itzik Zohar       | Beitar Jerusalem            | 11   |
| 10. | Motti Kakoun      | Hapoel Petach Tikwa         | 10   |